# Ле Вињаце (Бјела)
Ле Вињаце је насеље у Италији у округу Бијела, региону Пијемонт.
Према процени из 2011. у насељу је живело 50 становника. Насеље се налази на надморској висини од 384 м.